# Xã Lucas, Quận Effingham, Illinois
Xã Lucas (tiếng Anh: Lucas Township) là một xã thuộc quận Effingham, tiểu bang Illinois, Hoa Kỳ. Năm 2010, dân số của xã này là 495 người.